# Karl Elsener (labdarúgó)
Karl Elsener (Bülach, Zürich kanton, 1934. augusztus 13. – Zürich, 2010. július 27.) svájci labdarúgókapus.
A svájci válogatott tagjaként részt vett az 1962-es és az 1966-os labdarúgó-világbajnokságon.